# Theofiel
Theofiel is een jongensnaam die vriend van God betekent. De oorsprong van deze naam is te vinden in de Oudgriekse woorden theos (θεός) dat God betekent, en philos (φίλος) dat vriend betekent. In het Nieuwe Testament is de naam bekend van de verder onbekende persoon aan wie de evangelist Lukas zijn evangelie en de Handelingen heeft opgedragen.
De naam wordt soms afgekort tot Theo, waarvan de vrouwelijke variant Thea luidt. Deze afkortingen kunnen echter ook komen van Theodorus.

## Bekende personen
Er zijn een aantal bekende personen met deze voornaam :
- Theo Middelkamp, Nederlands wielrenner
- Theofiel Boemerang, een personage uit de strip Suske en Wiske